# Astragalus depressus
Astragalus depressus es una  especie de planta herbácea perteneciente a la familia de las leguminosas. Se encuentra en Europa, África y Oriente Próximo.

## Descripción
Es una pequeña leguminosa de tallos cortos. Las hojas tienen 9-12 pares de folíolos de contorno obovado, emarginados en el ápice y pelosos en el envés. Las flores son blancas, de alrededor de 1 cm, agrupadas en glomérulos no muy densos y pedunculados. Cuando fructifica desarrolla una legumbre cilíndrica, lisa y más o menos péndula.

## Distribución y hábitat
Es una planta herbácea perennifolia que se tiene una distribución por la región del Mediterráneo y se encuentra en los pastos sobre suelos esqueléticos en zonas rocosas calizas de montaña..

## Taxonomía
Astragalus depressus fue descrita por  Linneo y publicado en Centuria II. Plantarum ... 29, en el año 1756.
Etimología
Astragalus: nombre genérico derivado del griego clásico άστράγαλος y luego del Latín astrăgălus aplicado ya en la antigüedad, entre otras cosas, a algunas plantas de la familia Fabaceae, debido a la forma cúbica de sus semillas parecidas a un hueso del pie.
depressus: epíteto latíno que significa  "deprimida".
sinonimia
- Astragalus bonannii C.Presl
- Astragalus depressus var. bonanni (J.Presl & C.Presl) Heldr.
- Astragalus depressus var. helminthocarpus (Vill.) Asch. & Graebn.
- Astragalus depressus var. hirtus Diklic
- Astragalus depressus var. ioleucus Griseb.
- Astragalus depressus var. leucophaeus (Sm.) Asch. & Kanitz
- Astragalus depressus var. medius Cuatrec.
- Astragalus depressus var. tasheliensis Erik & Sumbul
- Astragalus helminthocarpus Vill.
- Astragalus leucophaeus Sm.
- Tragacantha depressa (L.) Kuntze[6]